# Justine (novela)
Justine es una novela de Lawrence Durrell publicada en 1957 por Faber & Faber, Londres. Se trata del primer volumen de su obra El cuarteto de Alejandría, que consta de cuatro novelas entrelazadas, cada una de las cuales relata varios aspectos de una compleja historia de pasión y engaño desde diferentes puntos de vista. El cuarteto está ambientado en las décadas de 1930 y 1940. Durrell describe Alejandría como un personaje tan complejo como los protagonistas.
En 1998, la Modern Library colocó al Cuarteto de Alejandría en el puesto 70 de su lista de las 100 mejores novelas en inglés del siglo XX.

## Epígrafes
La obra consta de dos epígrafes:
"Empiezo a creer que todo acto sexual es un proceso en el que participan cuatro personas. Tenemos que discutir en detalle este problema." Sigmund Freud, Cartas
"Hay dos soluciones posibles: el crimen que nos hace felices, o la soga que nos impide ser desdichados. Respóndame, querida Thérèse, ¿se puede dudar un solo instante? ¿Y qué argumento podría aducir su pobre inteligencia en contra de aquél?" Marqués de Sade, Justine
La primera cita fue extraída de una carta que Freud escribió a Wilhelm Fliess el 1° de agosto de 1899. El 25 de marzo de 1898, Freud le escribió a Fliess: "No subestimo en lo más mínimo la bisexualidad... Espero que brinde mayor iluminación". La frase de Freud anterior a la citada por Durrell es: "¡Bisexualidad! Ciertamente tienes razón al respecto." "Fliess, un otorrinolaringólogo que ejercía en Berlín, era un defensor de la idea de que los humanos son bisexuales, reteniendo dentro de sus cuerpos rastros de estructuras anatómicas y procesos fisiológicos que definen más adecuadamente al sexo opuesto. Freud estaba muy entusiasmado con la idea de Fliess y la incorporó con entusiasmo a su comprensión psicoanalítica de la sexualidad en desarrollo." Dijo en 1905: "sin tener en cuenta la bisexualidad, difícilmente será posible comprender las expresiones sexuales de hombres y mujeres" En un comentario a pie de página de Tres ensayos sobre teoría sexual afirma Freud: „La investigación psicoanalítica se resiste categóricamente a los intentos de distinguir a los homosexuales como un grupo separado y especial de personas: al estudiar también las excitaciones sexuales más allá de las que se revelan manifiestamente, aprende que todas las personas son capaces de elegir objetos del mismo sexo y también lo han hecho en su inconsciente.” En la novela, dos personajes (Scobie y Pombal) se disfrazan de mujeres. Uno de ellos -Scobie-, habiéndose hecho pasar por una prostituta, es asesinado por un grupo de marineros.
El segundo epígrafe puede ser conectado con und descripción que hace Nessim, el marido de Justine, sobre la naturaleza de su mujer: "Es cierto que en muchos casos ha sido mala, pero en ninguno de ellos su actitud tenía importancia. Tampoco puedo decir que nunca haya hecho daño a nadie. Pero los perjudicados han salido ganando. Los arrancó de sí mismos. Era forzoso que sufrieran, y muchos no han comprendido la naturaleza del dolor que ella les infligía. Yo sí."

## Trama
Justine es un viaje deliberadamente críptico y laberíntico a través del pasado reciente de un maestro británico y aspirante a escritor, cuyo nombre se revela recién en los libros posteriores como "Darley", quien ha huido recientemente de Alejandría a una isla de Grecia en el Mar Egeo, junto con la hija de su difunta amante Melissa. El escenario de la historia narrada es la polvorienta y moderna Alejandría de los años 30, una ciudad exótica de constantes interacciones entre culturas y religiones, y con un medio cultural que mezcla una sofisticación excepcional con una sordidez igualmente notable.
Darley y Pombal comparten en Alejandría un apartamento y el ritual cotidiano de hacerse afeitar por Mnemjian, el barbero que actúa, dada su prodigiosa memoria, como archivo de la ciudad. Pombal, un francés que trabaja en el consulado de su país, viaja a menudo y alquila su habitación a Pursewarden, un escritor. Darley se encuentra frecuentemente con su amigo Balthazar, un médico, en el café AI Aktar. Siempre ve pasar a Melissa, una bailarina griega de Esmirna, con la que más tarde entabla una relación amorosa. Justine y Darley se conocen cuando ella asiste a su conferencia sobre el viejo poeta urbano alejandrino Cavafis. Darley y el rico banquero Nessim, esposo de Justine, se hacen amigos. Nessim organiza una cacería de patos y Darley teme que lo asesinen "accidentalmente" durante ella, dado que Nessim descubrió su amorío con Justine. Pero Paul Capodistria, que violó a Justine cuando era joven, es el asesinado. Justine luego huye Palestina, Nessim se va a Kenia y Darley consigue un trabajo como profesor en el Alto Egipto. Clea, una artista, le informa a Darley que Melissa ha enfermado gravemente, el regresa inmediatamente a Alexandria, pero Melissa ya ha muerto. Darley lleva a su pequeña hija, cuyo padre es Nessim, a una de las Cícladas, donde vivirán recluidos varios años. Claudio César Calabrese opina que "La trama se organiza a partir de dos infidelidades: Justine a Nessim y el narrador a Melissa".

## Personajes

### Darley
Al comienzo de la novela la actitud de Darley está caracterizada por la apatía y la indiferencia: "Este último año he llegado a un punto muerto. Me falta la voluntad necesaria para hacer algo de mi vida, para mejorar mi situación trabajando intensamente o escribiendo, incluso para hacer el amor. No sé qué me ocurre. Es la primera vez que me falta verdaderamente el deseo de sobrevivir." Luego, habiendo entrado en relación con Melissa, Justine y Nessim, su actitud cambia: "Una ciudad es un mundo cuando amamos a uno de sus habitantes". El personaje, sin embargo, mantiene una cierta distancia con respecto a sus semejantes: "Si más tarde llegó a conocerme habrá comprendido que para todos los que sienten profundamente y tienen una aguda conciencia del inextricable laberinto del pensamiento humano, sólo hay una respuesta posible: la ternura irónica, el silencio."  Habiendo muerto Melissa, emigrado Justine y Nassim abandonado Alejandría, Darley se pregunta en la isla en la cual ha encontrado refugio: "si una ciudad como Alejandría había existido alguna vez." Luego de abandonar la ciudad, lo invade un sentimiento de irrealidad que lo lleva muchas veces a desconfiar de su memoria, conjura a través de sus recuerdos la ciudad, que es, también, su creación imaginativa. Su intención es reconstruir "piedra por piedra" esa ciudad que ya había sido cantada por "el poeta de la ciudad": Constantino Cavafis. A través de Darley transmite Durrell su concepción de la actividad del escritor: "Por medio del arte logramos una feliz transacción con todo lo que nos hiere o vence en la vida cotidiana, no para escapar al destino, como trata de hacerlo el hombre ordinario, sino para cumplirlo en todas sus posibilidades: las imaginarias." Clea opina que: “Con una mujer solo se pueden hacer tres cosas [...] Quererla, sufrir o hacer literatura.”  Justamente eso es lo que hace el narrador con Justine.

### Justine
Justine refleja a Alejandría en toda sus complejidad, con su mezcla de elegancia y extrema pobreza,  sus antiguas costumbres árabes mezcladas con las europeas modernas. Ella es la esencia, el destilado de la ciudad: "una hija auténtica de Alejandría, es decir, ni griega, ni siria, ni egipcia, sino un híbrido".  Balthazar afirma que todas las mujeres alejandrinas son Justines, pero en diferentes estilos, "Viéndola no podía dejar de pensar en esa raza de reinas terribles que dejan tras de sí el olor amoniacal de sus amores incestuosos como una nube flotando sobre el subconsciente de Alejandría." Justine, a quien Durrell retrata como seductora, triste, perturbada, arrogante y propensa a declaraciones oscuras y crípticas, es la fuerza central donde se unen los hilos de la trama. Es una persona de una apasionada introspección incapaz de gobernar o modificar el lado meramente intuitivo de su naturaleza. Hay referencias a otra novela paralela y ficticia de un exmarido de Justine, titulada Moeurs ("Mores"), que el narrador lee obsesivamente en su búsqueda de pistas sobre la vida pasada de Justine. Al hacerlo, se entera de su propensión a tener muchos amantes, su compleja sexualidad y su perpetua angustia. También descubre un diario de Justine, del cual cita largos pasajes. Dice Pursewarden: "Justine y su ciudad se parecen...en que ambos tienen un sabor intenso a la vez que les falta todo carácter auténtico." Por Balthazar se entera de que tuvo una hija que fue raptada cuando tenía seis años y a quién no volvió a ver.

### Nessim
Nessim pertenece a una familia de banqueros copta y es un rico hombre de negocios. Es caracterizado como con cara pálida y almendrada, la expresión cerrada, retraída, casi suplicante. El narrador, primero amante de Justine y luego amigo de Nessim, está enredado entre esos polos y observa fascinado la forma en que Nessim ama a su mujer: "El mundo no comprende esta clase de paradoja; lo sé pero tuve la impresión de que Nessim la entendía y aceptaba de una manera imposible de explicar a quien no puede separar el amor de la idea de posesión." Dice también: "Muchas veces pienso, y nunca sin cierto terror, en el amor de Nessim por Justine. ¿Puede concebirse algo más amplio, más sólidamente fundado en sí mismo? Daba a su desdicha un aura de éxtasis, era como esas heridas deliciosas que esperamos encontrar en los santos antes que en los simples enamorados. Sin embargo, un poco de sentido del humor le hubiera evitado un sufrimiento tan espantosamente vasto."

### Melissa
Melissa ha trabajado en la poco envidiable profesión de modelo en un atelier y luego se desempeña como bailarina. Es la querida de un peletero graciento y vulgar. Siendo tísica, debe soportar la doble carga de su pobre existencia y de la enfermedad. Cuando Darley la conoce, su vida, como la de él, ha llegado a un punto muerto, los dos están en quiebra. Melissa ha sido repudiada por su familia y arrojada a la calle. Su belleza parece destinarla a ser blanco de las fuerzas más destructoras. Su sonrisa triste y furtiva tiene cierta capacidad de travesura y demuestra un humor que le falta a la mayor parte de los personajes. Un diálogo da cuenta de lo terrible de su situación: "-Comment vous défendez-vous contre la solitude? [¿Cómo te defiendes de la soledad?] Melissa lo miró con ojos en los que se acumulaba todo el candor de la experiencia, y repuso suavemente: -Monsieur, je suis devenue la solitude méme [Señor, me he convertido en la soledad misma].

### Balthazar
Es médico, judío y practica el gnosticismo. Dice de sí mismo: "Soy judío, con todo el Interés sanguinario de mi raza por las facultades del raciocinio." Ve su naturaleza con claridad: "Gracias a Dios he tenido la suerte de que el amor no me interesara demasiado. Por lo menos los invertidos escapan a esa horrible lucha en que el uno se entrega al otro. Cuando un hombre se acuesta con otro hombre, saborea una experiencia y puede conservar en libertad esa parcela del espíritu que se consagra a Platón, a la jardinería o al cálculo diferencial."  Es el confidente de Justine y fue discípulo y amigo de Cavafis. Ama la poesía, las parábolas, la ciencia y la sofistica. Le gusta expresarse mediante aforismos, y eso lo convierte a veces en un oráculo menor. Si bien devoto a la cábala y la gnosis, cultiva un escepticismo típicamente alejandrino, lo cual le lleva a afirmar que "Todos buscamos motivos racionales para creer en el absurdo."

## Estilo y crítica
La novela es, en términos de estructura y estilo, una obra experimental de ficción. No hay referencias específicas a fechas, aunque el lector puede construir una cronología aproximada en retrospectiva. Sin embargo, esto puede ser problemático, ya que la narración avanza y retrocede en el tiempo, a menudo sin transiciones explícitas, y el narrador "deja que su memoria recorra libremente muchas personas, muchos incidentes, muchos años". Durrell utiliza un estilo de prosa muy poético, alusivo e indirecto, similar a las "epifanías" de James Joyce, que pone énfasis en la dimensión lírica de la novela. El narrador de Durrell explica que para él es importante describir los eventos no en el orden en que ocurrieron, ya que ello es pura cronología, sino en el orden en que se volvieron significativos para el por primera vez. La narración no lineal lleva a que muchos acontecimientos e informaciones se presenten al lector de una forma casi casual.
Morton P. Levitt  opina que "La materia del Cuarteto de Alejandría es el tema tradicional del arte y el artista, de la relación del artista con su arte, su sociedad y consigo mismo. La visión con la que Durrell busca adaptar este tema romántico a una situación contemporánea se basa principalmente en elementos de forma, específicamente, en el uso moderno en el punto de vista y el manejo del tiempo."
"No hay medias tintas en la apreciación del estilo de Durrell -probablemente debido a su fuerte originalidad - y las mismas razones que han provocado opiniones elogiosas han llevado a otros críticos a no apreciar su prosa." George Steiner opina que Durrell "Se sitúa en una gran tradición de la prosa barroca. En el siglo XVII, Sir Thomas Browne construyó oraciones en arcos elevados e hizo que las palabras sonaran como campanas sonoras. Robert Burton, en su Anatomía de la melancolía, utilizó el mismo recurso principal que Durrell: la riqueza a través de la acumulación, la ordenación de sustantivos y epítetos en grandes catálogos entre los que la vista vaga con deleite de anticuario. La prosa febril que suena como un clarín de De Quincey es un antepasado directo de la de Justine. Y más recientemente, está el ejemplo de Conrad. En las últimas partes de Lord Jim y a lo largo de Salvamento, Conrad usa las palabras con la suntuosa exuberancia de un joyero que muestra sus piedras más raras." Las críticas negativas al estilo resaltan los mismos aspectos que las favorables, por ejemplo la de John C. Kelly: "El estilo de Durrell parece tener poco que ver con el significado de las novelas. Es una cosa separada con vida propia. El estilo no sigue la curva de los libros: no refleja el significado de lo que  Durrell quiere comunicarnos...La riqueza [verbal] puede convertirse en ostentación o incluso en vulgaridad y el duro trabajo para lograr un efecto -cuando el trabajo se hace visible en la efusividad, en una excesiva copiosidad verbal- puede traicionar su objetivo. La valoración de Jan Morris es similar: la obra "está exenta de pretensiones, tanto en concepto como en interpretación. Como generalmente se ha admitido, a menudo está ornamentada y sobreescrita, a veces hasta un grado casi cómico. La gran ambición de su esquema puede hacer que su narrativa y personajes sean inexplicablemente confusos, y su uso virtuoso del vocabulario puede ser resultar dificultoso."

## Temas

### Alejandría
El autor afirma en la nota previa a la trama, que los personajes -incluido el narrador- son ficticios y que solo la ciudad es real. Se plantea la pregunta, de que ciudad se trata: la Alejandría geográfica e histórica o la construcción imaginativa de la novela. Aunque el lector asume inicialmente que la protagonista principal de la novela es Justine, Durrell construye gradualmente la estructura de la obra en torno a la presunción de que la ciudad es el actor más importante, puesto que el hombre es tan sólo una extensión del espíritu del lugar.
Alejandría semeja una quimera babilónica en la diversidad de sus razas, religiones, colores y clases,  el epítome de una civilización sincrética en la que se mezclan lo temprano y lo tardío, lo cercano y lo lejano. Es una ciudad donde los europeos conviven con los egipcios, los judíos, los cristianos y los musulmanes, y sus personajes son un reflejo de la ciudad. Polvorienta, una ciudad de las moscas y mendigos y del agua grasienta más allá de la escollera, es imposible confundirla con un lugar placentero. La ciudad crea a sus habitantes como fragmentos de su propia conciencia encarnada por el personaje de Justine: ""la ciudad que se sirvió de nosotros como si fuéramos su flora, que nos envolvió en conflictos que eran suyos y creíamos equivocadamente nuestros, la amada Alejandría"  Dice Balthazar: "Somos hijos de nuestro paisaje; nos dicta nuestra conducta e incluso nuestros pensamientos en la medida en que armonizamos con él." Justine afirma que "habíamos quedado atrapados en la proyección de una voluntad demasiado poderosa y deliberada para ser humana, el campo de atracción que Alejandría presentaba hacia los que había elegido para ser sus símbolos vivientes..." La incomunicabilidad de las relaciones hace que la novela no sea tanto una historia de amantes, sino de símbolos de Alejandría. La ciudad "es el más grande lagar del amor; emergen de él los enfermos, los solitarios, los profetas, es decir, todos los que han sido profundamente heridos en su sexo". Es vista también como una ciudad incestuosa, siguiendo la tradición del culto de Serapis y la costumbre familiar ptolemaica de tener relaciones sexuales con miembros de la propia familia. Se trata de un paisaje metafísico, como dijera Henry Miller: "en parte carne, en parte piedra, en parte delito, en parte fantasmagoría o mito".
Hablando de la relación entre Justine y la ciudad dice Allyson Kreuiter "Sugiero que los paseos de Justine establecen una simbiosis narrativa entre ella y la ciudad. Esta dependencia mutua asegura que Justine actúe como representante de la agencia abyecta y malévola de la ciudad, como el hogar desagradable de la tetralogía de Durrell." Un pasaje confirma esa aseveración: "la hija de la ciudad, que impone a sus mujeres la voluptuosidad del dolor y no del placer, condenándolas a perseguir a aquellos a quienes menos quisieran encontrar!" Kreuiter emplea también el concepto freudiano de lo "unheimlich" (siniestro) para describir la atmósfera de la ciudad. Un pasaje del poema "La ciudad" de Constantinos Cavafis, que fue traducido por Durrell, transmite de forma excelente la atmósfera reinante:
"No encontrarás otro país ni otras playas,
llevarás por doquier y a cuestas tu ciudad;
caminarás las mismas calles,
envejecerás en los mismos suburbios,
encanecerás en las mismas casas.
Siempre llegarás a esta ciudad:
no esperes otra,
no hay barco ni camino para ti.
Al arruinar tu vida en esta parte de la tierra,
la has destrozado en todo el universo."

### Gnosticismo
Afirma Darley: "si yo veía en Justine un ejemplar típico de la ciudad, no pensaba  necesariamente en Alejandría o en Plotino, sino en el triste hijo de Valentín, el trigésimo, que cayó “no como Lucifer, por haberse rebelado contra Dios, sino por su deseo demasiado ardiente de unirse a Él. Todo exceso se convierte en pecado"  E. M. Forster ha aportado en su libro sobre Alejandría informaciones sobre el gnosticismo: “Sostiene la doctrina gnóstica que la creación es un error... Imagina un Dios primordial, centro de una armonía divina, que ha emitido manifestaciones de sí mismo en forma de parejas de macho y hembra. Cada pareja era inferior a la precedente, y Sofía (‘sabiduría’), la hembra de la trigésima pareja, la menos perfecta de todos. Mostró su imperfección no como Lucifer, por haberse rebelado contra Dios, sino por su deseo demasiado ardiente de unirse a El. Cayó de amor.”  En su prefacio al libro de Jacques Lacarrière Les Gnostiques Durrell destaca el lado romántico del gnosticismo refiriéndose al "coraje de la desesperación", lo que conduce a un "poema sublime". La cosmovisión de Durrell es extremadamente pesimista y ello incluye su rechazo de toda creación divina. El mundo es visto como el producto de un demiurgo, un dios imperfecto, y la realidad implica una "degradación de lo divino." La doctrina gnóstica introdujo el concepto del "libertinaje riguroso", donde la categoría cristiana del pecado no es más aplicable a las acciones de los seres humanos y el exceso sexual una liberación. Para Reinhard Baumgart los textos de Durrell deben ser vistos en el marco de un inmoralismo romántico en la tradición de Sade (véase el epígrafe), Byron, Gautier y Wilde.

### Cábala
Aunque el amor trágico es la preocupación central de la novela, también hay indicios de una dimensión simbólica más profunda en la forma de la Cábala, que muchos de los personajes principales conocen y a cuyas sesiones asisten. La mayor parte de las informaciones sobre ese pensamiento esotérico y disciplina son transmitidas por Balthazar: ¿Qué se puede decir de la Cábala misma? Alejandría es una ciudad de sectas y  evangelios, y por cada asceta ha producido siempre un libertino religioso —Carpócrates, Antonio—, dispuesto a sumirse en lo sensual con tanta hondura y verdad como cualquiera de los padres del desierto en lo espiritual". La teoría de las pasiones es definida como: "Cede al deseo pero refinándolo. Todo lo acogemos a fin de que la plenitud del hombre pueda equipararse a la plenitud del universo; incluso el placer, la proliferación destructora del espíritu en el placer.” En un plano más general, se plantea que la misión de la cábala "es la de ennoblecer todas las funciones, al punto de que el comer y el excretar ascienden al nivel de las artes.”

### Cavafis
El primer contacto de Durrel con Cavafis puede haber sido a través del libro Pharos y Pharillon (Londres, 1923), donde E. M. Forster tradujo varios de sus poemas y escribió un ensayo sobre él. John Mavrogordato tradujo en 1951 los poemas de Cavafy al inglés, traducción que es elogiada por Durrell en Justine. Durrell hace muchas referencias al poeta griego alejandrino en la novela y lo presentó a una amplia audiencia en el mundo de habla inglesa. Dos de los poemas de Cavafis, "La ciudad" y "El dios abandona a Antonio", traducidos por Durrell, se incluyen en las notas complementarias. Transpuesta a un nivel mítico, la Alejandría de Durrell es, tal vez, la Ítaca de Cavafis.

## Lawrence Durrell y Alejandría
Durrell se casó con Nancy Isobel Myers en 1935 y convenció a su familia de mudarse a Corfú, ya que habiendo vivido en Punjab, no consiguió adaptarse ni al clima ni a la mentalidad británicos. En Corfú, Durrell fue empleado como profesor por el British Council. Su hija Penélope nació en 1940. En1941, antes de que las tropas alemanas de la Wehrmacht ocuparan la isla, lograron escapar a Egipto. En El Cairo y luego en Alejandría, trabajó como oficial de prensa en la Oficina de Información Británica. Fue testigo de los ataques aéreos italianos y alemanes en Alejandría y la derrota alemana en El Alamein en 1942. En el Cuarteto de Alejandría describió la absurdidad de la guerra. En 1942 se separó de Nancy y ella se mudó a Jerusalén con Penélope. En 1945 fue a Rodas, donde continuó trabajando para los británicos. En 1952 se mudó a Chipre, donde trabajó como maestro y comenzó a escribir Justine. En Alejandría conoció a su segunda esposa, Eve Cohen, se casaron en 1947 y su hija Sappho Jane nació en 1951, se separaron 1955. Eva habría inspirado la figura de Justine. Además de inglés, Durrell hablaba griego y francés con fluidez y algo de árabe. La guerra del Sinaí en 1956 y el gobierno de Nasser llevaron a que la cosmopolita Alejandría que describió Durrell se perdiera para siempre, ya antes de que se publicara Justine.

## Adaptaciones
Justine fue llevada al cine 1969 por el director George Cukor y protagonizada por Anouk Aimée, Dirk Bogarde, Anna Karina, John Vernon, Philippe Noiret, Robert Forster y Michael York, entre otros. El guion fue escrito por  Lawrence B. Marcus y Andrew Sarris. El crítico cinematográfico Roger Ebert opinó: “Justine es una película que no funciona y suele ser confusa, pero de todos modos tiene una textura, una atmósfera, que es casi hipnótica. Las personas que vayan al cine para disfrutar de la historia se enfurecerán, y los que tengan alguna familiaridad con la novela de Lawrence Durrell estarán horrorizados”